# Андрю Робъртсън
Андрю Робъртсън е шотландски професионален футболист, който играе в Ливърпул като ляв бек. Той също е капитан на своята страна Шотландия.
Робъртсън започва своята кариера в Куинс Парк през 2012 г. Година по-късно се присъединява към Дънди Юнайтед. Добрата му игра му носи наградата за най-добър млад играч за годината и дебют за националния отбор на Шотландия. През 2014 г. е продаден на Хъл Сити за £2.85 милиона, където играе до юли 2017 г. През 2017 г. е трансфериран в Ливърпул. С Ливърпул той играе два финала в ШЛ, през сезон 2017/18 и 2018/19, от които печели втория. Печели титлата на Англия през сезон 2019/20.

## Кариера

### Куинс Парк
В началото на сезон 2012/13 той подписва първи професионален договор с Куинс Парк. Дебютира срещу Беруик Рейнджърс за Шотландска челиндж къп. На 13 ноември 2012 г. вкарва първия си гол срещу Ист Стърлингшър, но отбора му губи с 2 – 1.

### Дънди Юнайтед
Робъртсън подписва с първодивизионния Дънди Юнайтед на 3 юни 2013 г. Той дебютира в първия кръг срещу Партик Тистъл. Вкарва първия си гол срещу Мъдъруел на 22 септември 2013. Той подписва нов договор с клуба до май 2016 г. На 12 април 2014 г., той участва в полуфиналния мач за Купата на Шотландия срещу Рейнджърс, спечелен от Дънди Юнайтед с 3 – 1. През същата година печели наградата за най-добър млад играч за годината.

### Хъл Сити
През лятото на 2014 г. се присъединява към Хъл Сити, когато подписва договор за 3 години. Дебютира срещу Куинс Парк Рейнджърс, при победата на неговия отбор с 1 – 0. Печели клубната награда за играч на месец август през 2014 г. Той изиграва 24 мача, но не успява да помогне на отбора му да се задържи във Висшата лига. На 3 ноември 2015 г. отбелязва първия си гол за клуба срещу Брентфорд. Участва във финалния плейоф за влизане във Висшата лига, срещу Шефилд Уензди, който Хъл Сити печели с 1 – 0 и се завръща в първото ниво на футбола в Англия. Робъртсън и неговия съотборник Хари Магуайър са забелязани от скаута на Евертън, но клуба отказва да ги закупи.

### Ливърпул
На 21 юли 2017 г. подписва с Ливърпул. На 19 август, той дебютира срещу Кристъл Палас и печели наградата за играч на мача. Започва сезон 2017/18 като резерва на Алберто Морено. Вкарва първия си гол за Ливърпул срещу Брайтън, при победата с 4 – 0. Играе редовно през сезон 2018/19. През 2019 г. подписва нов договор, който е до 2024 г. На 1 юни 2019 г., той играе във финала на ШЛ срещу Тотнъм Хотспър, спечелен с 2 – 0 от мърсисайдци. На 2 октомври 2019 г. отбелязва първия си гол в европейските клубни турнири срещу РБ Залцбург. На 2 ноември 2019, той вкарва победния гол срещу Астън Вила, при победата на Ливърпул с 2 – 1.

## Успехи
Дънди Юнайтед
- Второ място за купата на Шотландия: 2013/14

Хъл Сити
- Финален плейоф за влизане във Висшата лига: 2016

Ливърпул
- Висша лига: 2019/20, 2024/25
- Шампионска лига: 2018/19; второ място: 2017/18
- Суперкупа на УЕФА: 2019
- Световно клубно първенство: 2019